# Hildegarda Niedobová
Hildegarda Niedobová (31. prosince 1947 – 3. prosince 2012) byla česká a československá politička Komunistické strany Československa a poslankyně Sněmovny lidu Federálního shromáždění za normalizace.

## Biografie
K roku 1971 se profesně uvádí jako skladnice. K roku 1976 jako elektroinstalatérka.
Ve volbách roku 1971 zasedla do Sněmovny lidu (volební obvod č. 117 – Třinec, Severomoravský kraj). Mandát získala i ve volbách roku 1976 (obvod Třinec), nyní již jako členka KSČ, ve volbách roku 1981 (obvod Třinec) a volbách roku 1986 (obvod Třinec). Ve FS setrvala do konce funkčního období, tedy do svobodných voleb roku 1990. Netýkal se jí proces kooptace do Federálního shromáždění po sametové revoluci.